# سانحه هیندنبورگ
سانحهٔ هیندنبورگ (به انگلیسی: Hindenburg disaster) واقعهٔ آتش‌سوزی در کشتی هوایی ال‌زد ۱۲۹ هیندنبورگ است که در تاریخ ۶ مه ۱۹۳۷ میلادی رخ داد. این کشتی هوایی مسافربری از فرانکفورت در آلمان عازم فرودگاه جی‌بی ام‌دی‌ال لیک‌هرست در ایالات متحده آمریکا بود که به‌علت برخورد با دکل زمینی در منچستر، نیوجرسی آتش گرفت و سقوط کرد. در طی این سانحه، ۱۳ مسافر، ۲۲ خدمهٔ کشتی و یک نفر از کارگرانی که روی زمین در حال کمک بودند، کشته شدند و ۶۲ نفر از مسافران نجات پیدا کردند. این واقعه سبب بازنگری در قوانین مربوط به استفاده از کشتی هوایی برای حمل‌ونقل و سرآغازی برای منسوخ‌شدن استفاده از کشتی‌های هوایی شد. فیلم سینمایی این واقعه نیز ساخته شده است.